# Persone di cognome Borbone
| Questa pagina contiene informazioni ricavate automaticamente dalle voci biografiche con l'ausilio del template Bio e di un bot. L'aggiornamento è periodico e automatico e ricostruisce completamente la pagina. Se manca una persona in questa lista, sei pregato di non aggiungerla, ma accertati piuttosto che la sua voce biografica contenga il template Bio e che i dati anagrafici siano correttamente compilati. Se il template Bio manca, inseriscilo tu stesso o, in alternativa, metti l'avviso {{tmp\|Bio}} che ne segnala la mancanza. Se i dati riportati sono sbagliati, correggi direttamente la voce biografica; le modifiche saranno visibili in questa lista entro pochi giorni. Per chiarimenti vedi il progetto biografie. La lista contiene solo le 51 persone che sono citate nell'enciclopedia e per le quali è stato implementato correttamente il template Bio. Pagina aggiornata al 29 apr 2020. |

Questa è una lista di persone presenti nell'enciclopedia che hanno il cognome Borbone, suddivise per attività principale.

## Ammiragli(1)
- Luigi Alessandro di Borbone, conte di Tolosa, ammiraglio francese (Versailles, n.1678 - Rambouillet, †1737)

## Arcivescovi cattolici(1)
- Pietro Giacomo Borbone, arcivescovo cattolico italiano (n.1540 - †1575)

## Nobili(6)
- Carlo III di Borbone-Montpensier, nobile (Montpensier, n.1490 - Roma, †1527)
- Caterina di Borbone, nobile (Parigi, n.1559 - Nancy, †1604)
- Elisabetta di Borbone-Vendôme, nobile francese (Parigi, n.1614 - Parigi, †1664)
- Giovanna di Borbone, nobile (Vincennes, n.1338 - Parigi, †1378)
- Luigi Francesco di Borbone-Conti, nobile, diplomatico e generale francese (Parigi, n.1717 - Parigi, †1776)
- Maria di Borbone-Soissons, nobile francese (Parigi, n.1606 - †1692)

## Pittori(2)
- Jacopo Borbone, pittore italiano (n.Novellara)
- Matteo Borbone, pittore italiano (Bologna, n.1610 - Bologna, †1689)

## Principesse(2)
- Anna Maria Vittoria di Borbone-Condé, principessa (Parigi, n.1675 - Asnières-sur-Seine, †1700)
- Maria Anna di Borbone-Condé, principessa francese (Parigi, n.1697 - Parigi, †1741)

## Principi(5)
- Armando di Borbone-Conti, principe (Parigi, n.1629 - Pézenas, †1666)
- Carlo Tito di Borbone-Napoli, principe (Caserta, n.1775 - Vaccheria (Caserta), †1778)
- Francesco Luigi di Borbone-Conti, principe e generale (Parigi, n.1664 - Parigi, †1709)
- Francesco di Borbone-Vendôme, principe francese (n.1519 - †1546)
- Luigi Francesco Giuseppe di Borbone-Conti, principe francese (Parigi, n.1734 - Barcellona, †1814)

## Sovrane(1)
- Maria Teresa Carlotta di Borbone-Francia, regina francese (Versailles, n.1778 - Frohsdorf, †1851)

## Sovrani(2)
- Alfonso XII di Spagna, sovrano (Madrid, n.1857 - Madrid, †1885)
- Luigi XV di Francia, re francese (Versailles, n.1710 - Versailles, †1774)

## Senza attività specificata(31)
- Cristina di Borbone-Francia (Parigi, n.1606 - Torino, †1663)
- Enrichetta Maria di Borbone-Francia (Parigi, n.1609 - Colombes, †1669)
- Filippo I di Parma (Madrid, n.1720 - Alessandria, †1765)
- Francesco II delle Due Sicilie (Napoli, n.1836 - Arco, †1894)
- Francesco d'Assisi di Borbone-Spagna (Aranjuez, n.1822 - Épinay-sur-Seine, †1902)
- Giovanni Carlo di Borbone-Spagna (Madrid, n.1822 - Brighton, †1887)
- Giovanni di Borbone-Spagna,  spagnolo (La Granja de San Ildefonso, n.1913 - Pamplona, †1993)
- Leopoldo di Borbone-Napoli (Napoli, n.1790 - Napoli, †1851)
- Luigi Antonio di Borbone-Francia (Versailles, n.1775 - Gorizia, †1844)
- Luigi Augusto di Borbone-Francia (Reggia di Versailles, n.1700 - Castello di Fontainebleau, †1755)
- Luigi Carlo di Borbone (Sceaux, n.1701 - Sceaux, †1775)
- Luigi Giuseppe di Borbone-Francia (Versailles, n.1781 - Meudon, †1789)
- Luigi XIII di Francia (Fontainebleau, n.1601 - Saint-Germain-en-Laye, †1643)
- Luigi XIV di Francia (Saint-Germain-en-Laye, n.1638 - Versailles, †1715)
- Luigi XVIII di Francia (Versailles, n.1755 - Parigi, †1824)
- Luigi di Borbone-Francia (Versailles, n.1707 - Versailles, †1712)
- Luigi di Borbone-Soissons (Parigi, n.1604 - Sedan, †1641)
- Luigi I di Montpensier (†1486)
- Luigi II di Montpensier (n.1483 - Napoli, †1501)
- Luigi di Borbone, conte di Vermandois (Castello di Saint-Germain-en-Laye, n.1667 - †1683)
- Luisa Elisabetta di Borbone-Condé (Versailles, n.1693 - Parigi, †1775)
- Luisa Francesca di Borbone (Tournai, n.1673 - Parigi, †1743)
- Luisa di Borbone-Francia (Versailles, n.1737 - Saint-Denis, †1787)
- Maria Anna di Borbone-Francia (Vincennes, n.1666 - Parigi, †1739)
- Maria Antonia di Borbone-Spagna (Siviglia, n.1729 - Moncalieri, †1785)
- Carolina di Borbone-Due Sicilie (Caserta, n.1798 - Castello di Brunnsee, †1870)
- Maria Teresa di Borbone-Condé (Parigi, n.1666 - Parigi, †1732)
- Maria Teresa di Borbone-Francia (Versailles, n.1746 - Versailles, †1748)
- Maria Zefirina di Borbone-Francia (Versailles, n.1750 - Versailles, †1755)
- Marianna Vittoria di Borbone-Spagna (Madrid, n.1718 - Lisbona, †1781)
- Sofia Elena Beatrice di Borbone-Francia (Versailles, n.1786 - Versailles, †1787)